# Бери Вентранж
Бери Вентранж (фр. Bérig-Vintrange) насеље је и општина у североисточној Француској у региону Лорена, у департману Мозел која припада префектури Форбаш.
По подацима из 2011. године у општини је живело 239 становника, а густина насељености је износила 28,05 становника/km². Општина се простире на површини од 8,52 km². Налази се на средњој надморској висини од 300 метара (максималној 295 m, а минималној 233 m).

## Демографија
| 1962. | 1968. | 1975. | 1982. | 1990. | 1999. | 2011. |
| ----- | ----- | ----- | ----- | ----- | ----- | ----- |
| 223   | 252   | 245   | 237   | 223   | 209   | 239   |

График промене броја становника у току последњих година